# Livry (Calvados)
Livry is een plaats en voormalige gemeente in het Franse departement Calvados in de regio Normandië en telt 762 inwoners (2005). De plaats maakt deel uit van het arrondissement Vire.

## Geschiedenis
Livry was onderdeel van het kanton Caumont-l'Éventé tot dit op 22 maart 2015 werd opgeheven en de gemeente werd opgenomen in het kanton Aunay-sur-Odon. Op 1 januari 2017 fuseerde de gemeente met Caumont-l'Éventé en La Vacquerie tot de commune nouvelle Caumont-sur-Aure.

## Geografie
De oppervlakte van Livry bedraagt 23,8 km², de bevolkingsdichtheid is 32,0 inwoners per km².
De onderstaande kaart toont de ligging van Livry (Calvados) met de belangrijkste infrastructuur en aangrenzende gemeenten.

## Demografie
Onderstaande figuur toont het verloop van het inwonertal (bron: INSEE-tellingen).
Vanwege een beveiligingsprobleem met de MediaWiki Graph-software is het momenteel niet mogelijk deze grafiek weer te geven. Zodra de software is bijgewerkt zal de grafiek vanzelf weer zichtbaar worden.
Caumont-l'Éventé · Livry · La Vacquerie